# Tyrannochthonius intermedius
Espèce
Tyrannochthonius intermedius est une espèce de pseudoscorpions de la famille des Chthoniidae.

## Distribution
Cette espèce est endémique du Tamaulipas au Mexique,. Elle se rencontre dans la grotte Sótano de San Rafael de los Castros à Ciudad Mante.

## Description
Le mâle holotype mesure 1,30 mm.

## Publication originale
- Muchmore, 1986 : Additional pseudoscorpions, mostly from caves, in Mexico and Texas (Arachnida: Pseudoscorpionida). Texas Memorial Museum, Speleological Monographs, vol. 1, p. 17-30.